# NBA All-Star Weekend
NBA All-Star Weekend – impreza, która odbywa się zawsze w środku sezonu, w czasie lutowego weekendu, podczas którego byli i obecni zawodnicy NBA, a także zawodniczki WNBA, uczestniczą w kilku towarzyskich zawodach sportowych, sprawdzających ich umiejętności koszykarskie. Tytuły uzyskiwane podczas poszczególnych konkurencji są cenione w środowisku NBA.

## Program weekendu
- w piątek 
  - NBA All-Star Weekend Celebrity Game (jest to mecz w którym udział biorą byli zawodnicy NBA i zawodniczki WNBA, aktorzy, muzycy oraz sportowcy z innych dyscyplin. Pierwsza edycja odbyła się w 2004 w Los Angeles, California.)
  - Rookie Challenge (pojedynek pomiędzy debiutantami a drugoroczniakami w NBA)
- w sobotnią noc 
  - Slam Dunk Contest (konkurs wsadów),
  - Three-Point Shootout (konkurs rzutów za 3)
  - Shooting Stars (od 2004)
  - Skills Challenge (od 2003) – tzw. konkurs na najwszechstronniejszego rozgrywającego w NBA, gdzie sprawdza się ich panowanie nad piłką, celność rzutu i podania).
- w niedzielę wieczorem 
  - najważniejsza impreza All-Star Weekend - NBA All-Star Game (Mecz Gwiazd), podczas którego rywalizują ze sobą drużyny dwóch kapitanów wybranych przez głosowanie widzów, mediów oraz ludzi powiązanych z NBA